# Virgilije Nevjestić
Virgilije Nevjestić (Nevistić) (Kolo, Tomislavgrad, 22. studenoga 1935. – Pariz, 25. kolovoza 2009.), hrvatski grafičar, slikar i pjesnik.
Jedan je od najvećih europskih grafičara 20. stoljeća. Vječna mu je inspiracija bio rodni kraj – malo selo kod Tomislavgrada.

## Životopis
Diplomirao na Akademiji likovnih umjetnosti u Zagrebu 1963. godine. Završio specijalni odjel za grafiku 1966. godine. Od 1968. godine do svoje smrti živio je u Parizu.
Godine 1987. osnovao u Parizu L’académie Virgile gdje je predavao specijalni tečaj grafike. Predavao je i na Francuskom institutu za restauraciju umjetničkih djela. U njegovoj grafici prevladava narativna i nadrealna komponenta; umnažanjem figuralnih pojedinosti, u sprezi s poetskom projekcijom djetinjstva i zavičaja, postiže oniričko-fantastičnu i nostalgičnu atmosferu. U lirskoj viziji i životnim sadržajima njegovih grafika javlja se snažna dramatska napetost, poetskom destrukcijom zbilje prosvjeduje protiv otuđenja suvremene civilizacije.
Linija mu je melodiozna i minuciozna, kompozicija najčešće sastavljena od niza odijeljenih prizora, ispovjednog i simboličnog karaktera. U novijim djelima linearni način ustupa mjesto tonskom oblikovanju predmeta, uz bogate svjetlosne i kromatske efekte. Izdao je mape grafika, te oslikao književna izdanja pjesama A. B. Šimića, D. Tadijanovića, S. Čuića, Mile Pešorde i C. Baudelairea.
Samostalno je izlagao u Zagrebu, Sarajevu, Beogradu, Milanu, Parizu, Bostonu, Tokiju, Firenci, Londonu, Rimu, Hagu, Bruxellesu, Vancouveru i New Yorku. Pisao je i pjesme koje je ilustrirao vlastitim crtežima.  
Po njegovoj želji sva njegova cjelokupna ostavština koju čini 10 tisuća grafičkih ploča, vraćena je u domovinu njegovoj obitelji.

## Djela
- Mémoire amoureuse/Podsjetnik ljubavi (pjesme, 1980.)
- Ibi, ljubavi moja (pjesme, 1980.)